# Свині завжди свині
«Свині завжди свині» — український радянський комедійний фільм, повнометражний дебют режисера Ханана Шмаїна. Стрічка довгий час вважалася втраченою, доки її не було віднайдено в Федеральному архіві Німеччини у 2015 році.

## Назва
Першочергово фільм мав назву «Свині завжди свині», саме під таким найменуванням було опубліковано анонс в афіші журналу «Кіно» за січень 1931 року. Це ж словосполучення зустрічається і в інтертитрах самої стрічки. Однак, вже в афіші за лютий цього ж року стрічку подано як «Станція Пупки», після чого ця назва перекочувала в російськомовні джерела.

## Сюжет
Дія сатиричної комедії охоплює кілька днів з життя залізничної станції «Пупки», куди молодому студенту довелося висадити двох морських свинок, адже перевозити їх в пасажирському потязі заборонено. Керівництво станції намагається з'ясувати яким документом унормовано тарифні перевезення цих тварин, у той час як навколо відбувається інша халепа: уповноважена від колгоспу намагається з'ясувати куди станція загубила товарний вагон з насінням, що призначалося на посівну.
Однією з важливих візуальних деталей фільму стали графічні написи на станції «Пупки» — плакати та різноманітна агітація. Зокрема, серед них можна побачити гасла, що закликають боротися з «нехлюйством і бюрократизмом». Таким чином, на додачу до центральної ідеї фільму глузування з радянської бюрократії, режисер також прагнув підкреслити розрив між офіційними закликами та реальністю у Радянському Союзі, висміюючи офіційну риторику.

## У ролях
- Костянтин Гарін — Привичкін, начальник станції;
- Іван Твердохліб — черговий станції;
- Марія Максакова (у титрах дів. прізвище Сідорова) — уповноважена від колгоспу;
- Борис Безгін — студент;
- Федір Нікітін — інспектор;

## Віднайдення та повернення в Україну
Довгий час фільм вважався втраченим, не було відомо жодної його кінокопії чи оригіналу стрічки. Однак, у 2015 році працюючи в німецькому Бундесархіві стрічку виявив російський дослідник кіно Петро Багров. Після відповідного запиту, 22 серпня 2016 року завдяки взаємодії через Посольство України в Німеччині сім рулонів на позитивній і негативній плівці було передано на зберігання до фільмофонду Довженко-Центру.
Довженко-Центром фільм було оцифровано, а також записано музичний супровід у виконанні Альберта Цукренка, адже сама стрічка повністю німа. Фільм опубліковано на сайті офіційного онлайн-кінотеатру Довженко-Центру.